# 케빈 스콘
케빈 숀(Kevin Schon, 1958년 2월 7일 ~ )은 미국의 배우, 가수, 무용가, 기술자, 성우, 희극인이다.
샌디에이고에서 태어났다.

## 출연 작품

### 영화
- 네이키드 트루 (1992)
- 미키의 환상의 크리스마스 (2001)
- 발토 2 (2002)
- 스튜어트 리틀 3 (2005)

### 텔레비전
- 못말리는 번디 가족 (1995)
- 인크레더블 헐크 (1996-97)
- 티몬과 품바 (1996-98)
- 101마리의 달마시안 개 (1997)